# Гроспетерсдорф
Гроспетерсдорф (нем. Großpetersdorf) — посёлок (нем. Gemeinde) в Австрии, в федеральной земле Бургенланд. 
Входит в состав округа Оберварт.  Население составляет 3557 человек (на 31 декабря 2005 года). Занимает площадь 31,4 км². Официальный код  —  10905.

## Политическая ситуация
Бургомистр коммуны — Винфрид Каспер (СДПА) по результатам выборов 2007 года.
Совет представителей коммуны (нем. Gemeinderat) состоит из 25 мест.
- СДПА занимает 15 мест.
- АНП занимает 10 мест.